# Années 210
Les années 210 couvrent la période de 210 à 219.

## Événements
- 211-217 : règne de Caracalla, empereur romain[1].
- 212 : édit de Caracalla sur la citoyenneté ou Constitution antonine[1].
- 213-214 : campagnes de Caracalla en Germanie et en Dacie[1]. Caracalla repousse les Alamans.
- 214 : réorganisation des Pannonies et de leurs garnisons respectives[2].
- 215-217 : guerre parthique[2].
- 216-224 : règne du roi des Parthes Artaban IV[3].
- 217-218 : règne de Macrin, empereur romain ; il négocie la paix avec les Parthes[4].
- 218-222 : règne de Élagabal, empereur romain[4].
- 219 : Élagabal fait transporter à Rome la pierre noire du culte solaire d’Emèse et fait construire à Rome un temple dédié à Sol Invictus, l'Elagabalium, à l'emplacement actuel de l'église San Sebastiano al Palatino, inauguré en 220-221[5]. Il s’initie au culte des dieux phrygiens Cybèle et Attis.

- Un érudit juif, Abba Arika (mort en 247), part de Palestine vers Babylone après de longues années passées à l’académie de Rabbi Judah le Prince. Le représentant des Juifs de Babylone le nomme inspecteur des marchés. Il voyage à travers la Babylonie où il est appelé Rav, « maître ». En 219, il crée une académie à Sura, qui est la première Beth Midrash (institution d’éducation supérieure) sur laquelle nous avons des informations sérieuses[6]. Le Rav y forme des milliers d’étudiants, institue une cour de justice, enseigne la Loi, fait des sermons, établit l’autorité de la Mishnah de Rabbi Judah le Prince et initie ses disciples aux discussions érudites, à l’origine du Talmud de Babylone.

## Personnages significatifs
- Ardachîr Ier
- Calixte Ier
- Caracalla
- Élagabal (empereur)
- Geta,
- Macrin